# 梅暮里谷峨
梅暮里 谷峨（うめぼり こくが、1750年（寛永3年）- 1821年9月28日（文政4年9月3日））は、江戸時代中期から後期にかけて活躍した戯作者、藩士。通称及び幼名は反町三郎助、後に与左衛門。別号に梅月堂梶人、蕣亭、遊里山人等。谷我とも表記される。梅暮里は本所埋堀の藩邸にちなみ、谷峨は母方の姓名に拠る。没後に江戸幕府の旗本であった萩原乙彦が2代目梅暮里谷峨を名乗っており、「初代」として区別される。

## 経歴
経歴は『新版近世文学研究事典』に拠る。
上総の久留里藩士の子として生まれる。1785年（天明5年）36歳で出仕、1794年（寛政6年）45歳で家督を相続して馬廻席（50石取）になり、後に江戸詰め大目付。1788年（天明8年）梅月堂梶人の名で洒落本の初作『青楼五雁金』を執筆し、1790年（寛政2年）続編『染抜五所紋』、梅暮里谷峨の名で『文選臥座』を刊行。その後、約7年著作がなく、1798年（寛政10年）『傾城買二筋道』から執筆活動を再開、末期の洒落本界を牽引した。
なお、伝記に不明な部分が多く、梅月堂梶人を谷峨と同一人物とみなす尾崎久彌説に対して、梅月堂梶人や遊里山人は谷峨と別人とする棚橋正博説が存在する。

## 主な作品
- 『青楼五（ッ）雁金』- 1788年（天明8年）刊行。梅月堂梶人名義。
- 『染抜五所紋』- 1790年（寛政2年）刊行。
- 『文選臥座』 - 1790年（寛政2年）刊行。梅暮里谷峨名義の合作。
- 『傾城買二筋道』- 1798年（寛政10年）刊行。洒落本と人情本の概念を持っている。
- 『郭（廓）の癖』- 1799年（寛政11年）刊行。
- 『白狐通』- 1800年（寛政12年）刊行。